# Ahmed Bahja
Ahmed Bahja (21 de dezembro de 1970) é um ex-futebolista profissional marroquino, defensor.

## Carreira
Ahmed Bahja fez parte do elenco da Seleção Marroquina de Futebol na Copa do Mundo de 1994.